# Rödpannad gasell
Rödpannad gasell (Eudorcas rufifrons, tidigare Gazella rufifrons) är en art i underfamiljen gasellantiloper som förekommer i centrala Afrika.

## Utseende och anatomi
Arten är en medelstor gasell med svarta strimmor på kroppens sidor. Vuxna individer når en längd på 90 till 110 cm och därtill kommer en 20 till 30 cm lång svans. Mankhöjden är 65 till 70 cm och vikten varierar mellan 25 och 30 kg. Hornen som finns hos båda kön blir vanligen upp till 34 cm långa i sällsynta fall något längre. Det rödaktiga ansiktet begränsas av mer eller mindre tydliga vita strimmor som sträcker sig från ögonen till munnen.

## Utbredning och systematik
Rödpannad gasell förs numera till släktet Eudorcas och är nära besläktad med thomsongasellen (Eudorcas thomsonii). Tidigare fördes den till släktet Gazella och har tidvis betraktas som underart till den inte alls lika närbesläktade edmigasellen (Gazella cuvieri).
Rödpannad gasell lever i Sahelzonen och andra regioner som ansluter söder om Sahara, och som kännetecknas av stäpper med gräs och buskar. Under regntiden rör den sig närmre Sahara men flyttar åter tillbaka vid början av torrperioden.
Det största beståndet förekommer väster om Nilen, bara underarten E. r. tilonura hittas öster om Nilen. Eudorcas albonotata som ibland behandlas som underart till rödpannad gasell lever också öster om Nilen.
Underarter:
- E. r. rufifrons – förekommer i västra Sahel
- E. r. laevipes – förekommer i östra Sahel
- E. r. kanuri – förekommer söder om Tchadsjön
- E. r. tilonura – förekommer i Eritrea och Sudan

## Ekologi
Artens sociala beteende varierar. Den kan leva ensam, i par och i mindre grupper med vanligen sex medlemmar, men sällsynt upp till 15 individer. Födan utgörs främst av gräs och dessutom löv. Populationens täthet är med 0,3 till 0,7 individer per km2 ganska lågt. Dräktigheten varar cirka 185 dagar varefter honan oftast föder en enda unge. Ungen avvänjs antagligen efter 3 månader. Individer i fångenskap har blivit upp till 14,5 år gamla.

## Hot och status
Arten hotas av jakt och konkurrensen med andra djur som lever av samma föda. Delar av beståndet förekommer i skyddade områden som W nationalparken, i Niger eller Waza nationalparken i norra Kamerun. Underarten E. r. tilonura lever i Dinder nationalparken i Sudan men där är skyddet antagligen otillräcklig då kameluppfödare matar sina djur i parken så att gasellernas favoritträd där de söker skugga förstörs. IUCN kategoriserar det globala beståndet som sårbar (VU).